# Línea 20D (autobuses urbanos de Granada)
La línea 20D fue una línea regular de autobús urbano de la ciudad española de Granada. Es operada por la empresa Transportes Rober.
La línea 20D fue creada como refuerzo a antigua línea 20 y como objetivo de unir las dos cabeceras de manera más directa ya que realiza menos paradas. Una vez la antigua línea 20 dejó de prestar servicio, la línea 20D quedaba como la única que realizaba este recorrido, quedando como la línea principal que unía el barrio de la Chana con el Campus Universitario de la Cartuja sin necesidad de hacer transbordo. Tenía una frecuencia media de 30 a 60 minutos.

## Recorrido
La línea une los barrios de la Chana y el Campus Universitario de la Cartuja por el eje Ribera del Beiro. Se trata de una línea cuya principal demanda es el transporte de universitarios desde el barrio de la Chana. La línea también conecta dicho barrio con los Hospitales de Traumatología, Materno-Infantil y el Hospital Universitario Virgen de las Nieves. Por estas razones, la línea llega a estar saturada las horas de entrada y salida de las universidades al tener menos frecuencia que otras líneas que se dirigen a la universidad. Los fines de semana reduce su frecuencia a 60 minutos y el recorrido finaliza en el Monasterio de la Cartuja, sin adentrarse al campus universitario. 
Enlaza con el Metropolitano de Granada.